# Stigs Bjergby-Mørkøv Sogn

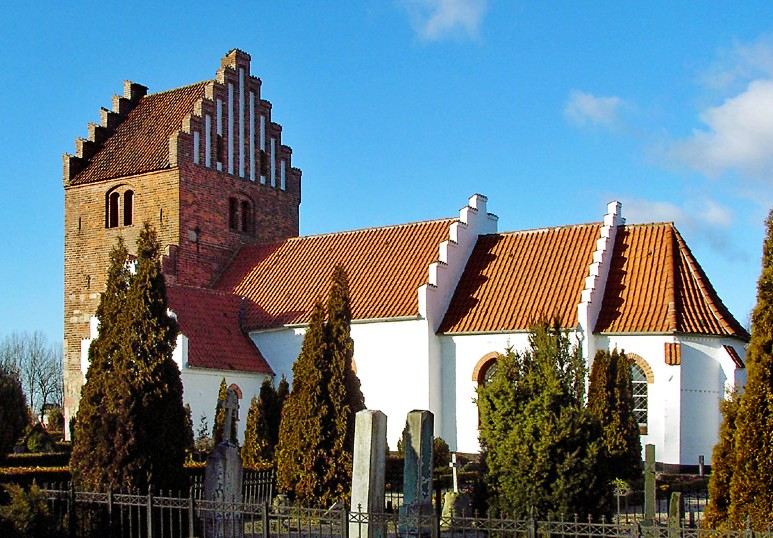
Stigs Bjergby Kirke

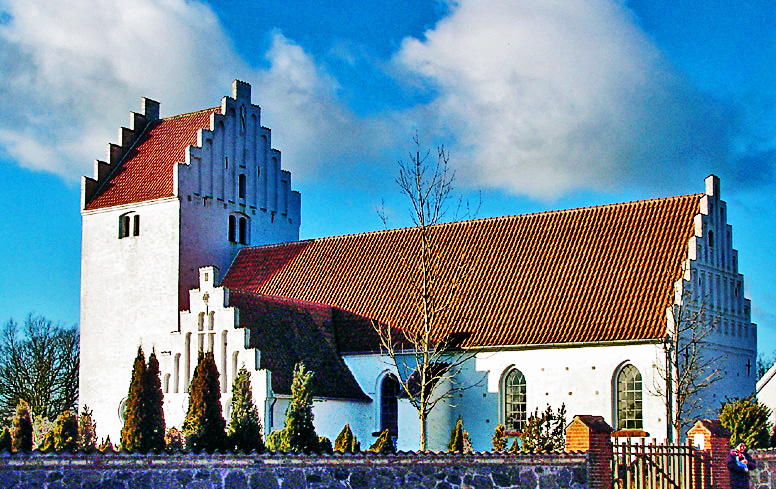
Mørkøv Kirke

Stigs Bjergby-Mørkøv Sogn ist eine Kirchspielsgemeinde (dän.: Sogn) auf der Insel Sjælland im südlichen Dänemark, die am 1. Dezember 2015 durch Zusammenlegung der vorher bestehenden Kirchspiele Stigs Bjergby Sogn und Mørkøv Sogn entstand.
Bis 1970 gehörte sie zur Harde Tuse Herred im damaligen Holbæk Amt, danach zur Tornved Kommune im Vestsjællands Amt, die im Zuge der  Kommunalreform zum 1. Januar 2007 in der Holbæk Kommune in der Region Sjælland aufgegangen ist.
Im Kirchspiel lebten am 1. Januar 2023 2.526 Einwohner, davon im Kirchdorf Stigs Bjergby 313 und in Knabstrup 1.015 Einwohner. Das Kirchdorf Mørkøv mit 1.835 Einwohnern erstreckt sich auch auf das Gebiet des südlich angrenzenden Skamstrup-Frydendal Sogn.
Im Kirchspiel liegen die Kirchen „Stigs Bjergby Kirke“ und „Mørkøv Kirke“.
Nachbargemeinden sind im Norden Kundby Sogn, im Nordosten Butterup-Tuse Sogn, im Osten Nørre Jernløse Sogn, im Südosten Sønder Jernløse Sogn, im Süden Skamstrup-Frydendal Sogn und im Westen Jyderup Sogn.